# Elisabeth Selbert
Elisabeth Selbert, född 22 september 1896 i Kassel, död 9 juni 1986, var en tysk politiker (socialdemokrat). Weber var en av de fyra kvinnor som deltog i skrivandet av Weimarrepublikens konstitution 1919 och såg till att könens lika rättigheter togs med där, något som gett henne och de övriga tre, Friederike Nadig, Helene Weber och Helene Wessel, namnet Grundlagens Mödrar. 